# راسکوو تانر
 راسکوو تانر (انگلیسی: Roscoe Tanner؛ زاده ۱۵ اکتبر ۱۹۵۱) یک تنیس‌باز اهل ایالات متحده آمریکا است.